# Olympische Sommerspiele 1964/Teilnehmer (Dominikanische Republik)
| Gelbes Symbol für Goldmedaillen mit stilisierten Olympischen Ringen | Graues Symbol für Silbermedaillen mit stilisierten Olympischen Ringen | Braundes Symbol für Bronzemedaillen mit stilisierten Olympischen Ringen |
| ------------------------------------------------------------------- | --------------------------------------------------------------------- | ----------------------------------------------------------------------- |
| —                                                                   | —                                                                     | —                                                                       |

Die Olympischen Sommerspiele 1964 in Tokio waren die ersten Olympischen Sommerspiele für die Dominikanische Republik. Sie nahmen mit einem Sportler teil und konnten keine Medaille gewinnen.

## Teilnehmer nach Sportarten

### Leichtathletik
- Alberto Torres
100 m: im Vorlauf ausgeschieden